# Mi esposa y la del vecino
Mi esposa y la del vecino (マダムと女房 Madamu to nyōbō?) es una película de comedia japonesa de 1931 dirigida por Heinosuke Gosho. Fue el primer largometraje japonés en emplear sonido por completo, así como la primera película sonora japonesa que se conserva.

## Sinopsis
La historia cómica describe a un dramaturgo que intenta escribir una obra con una fecha límite estricta, pero se distrae continuamente con su familia y una ruidosa banda de jazz que ensaya en la casa de al lado.
La película comienza con Shibano, un dramaturgo de un teatro de Tokio, peleándose con un pintor por su obra que representa una casa local, recientemente puesta en alquiler. Los dos tropiezan en la calle solo para ser interrumpidos cuando Shibano cae accidentalmente en la sección de mujeres de una casa de baños cercana. La mujer que parece regañarles termina resolviendo la situación, y Shibano finalmente declara su deseo de mudarse a la casa fotografiada anteriormente.
Poco después, Shibano y su familia se mudan, pero él se retrasa en la fecha límite del nuevo guion y la familia se está quedando sin dinero. Sus primeros intentos no salen bien, con las distracciones de sus hijos y su esposa, así como su propia indolencia. Los vecinos también son una distracción, ya que una banda de jazz utiliza su casa para ensayar. Cuando Shibano va a la casa de al lado para pedirles que se callen, la esposa de la familia lo invita a quedarse y ver el ensayo. Resulta ser la misma mujer que intervino anteriormente en la pelea de Shibano en Tokio. Mientras el grupo practica y le da de beber, él escucha la letra de la canción y se contagia de la nueva fiebre del jazz de la época. La canción sobre la «Era de la Velocidad» le inspira a volver a casa y terminar su guion. 
La película termina con la familia más modernizada que reflexiona sobre sus diferencias con los granjeros locales.

## Elenco

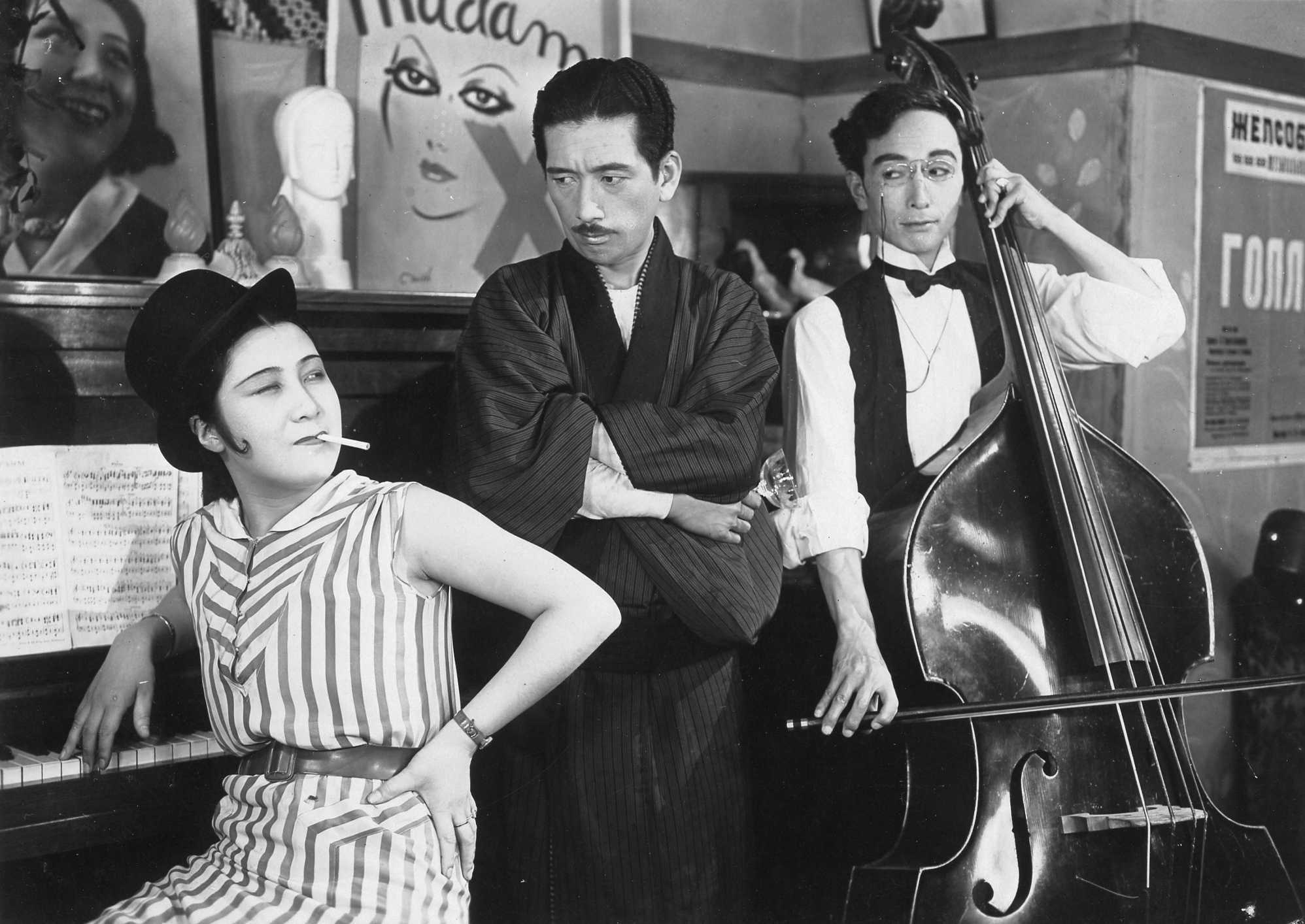
Escena de la película, de izquierda a derecha: Satoko Date, Atsushi Watanabe y Tokuji Kobayashi.

- Atsushi Watanabe como Shinsaku Shibano
- Kinuyo Tanaka como la mujer de Shinsaku
- Mitsuko Ichimura como Teruko, la hija de Shinsaku
- Dekao Yokoo como el pintor
- Satoko Date como Sakiko Yamakawa, la mujer del vecino
- Hisao Furuya como un amigo de Shinsaku
- Yukiko Inoue como la hija de los vecinos
- Tokuji Kobayashi como un músico
- Tokio Seki como un músico
- Takeshi Sakamoto como el conductor del automóvil
- Shin'ichi Himori
- Ichirō Tsukita

## Recepción
Kinuyo Tanaka y Heinosuke Gosho colaboraron en diecisiete películas entre 1926 y 1936. Nacida en Shimonoseki, Tanaka todavía tenía el acento de su región natal, hasta el punto de que inicialmente no fue considerada para este papel.
Antes de esta película, ya hubo algunos intentos de cine sonoro. Para la película La patria (藤原義江のふるさと Fujiwara Yoshie no furusato?) de Kenji Mizoguchi de 1930, las canciones del tenor Yoshie Fujiwara están grabadas pero se utilizaron intertítulos para los diálogos. Por lo que Mi esposa y la del vecino es la primera película japonesa verdaderamente sonora.
La película se proyectó en el Berkeley Art Museum and Pacific Film Archive en 1990 y en el Museum of Modern Art en 2015 como parte de su retrospectiva sobre las primeras películas sonoras japonesas. En 2020, el British Film Institute la incluyó en la lista de «Las mejores películas japonesas de cada año», desde 1925 hasta la actualidad.
La revista de cine Kinema Junpō la calificó como la mejor película japonesa de 1931.